# Ai-Ren
Ai-Ren ([愛人] Ái Nhân) là một manga nhiều tập do Tanaka Yutaka sáng tác. Đây là một truyện khoa học viễn tưởng với sắc thái u ám và triết lý bao trùm toàn bộ cốt truyện. Bản thân Tanka Yutaka cũng đề cập và điều này trong đầu truyện.

## Cốt truyện
Ikuru sẽ chết sớm.  Anh ta sống ngày hôm nay, vì các bộ phận cơ thể của một cô gái khác đã được ghép cho anh ta từ lâu.  Những phần đã từng cứu mạng anh giờ đe dọa sẽ lấy đi.  Nặng nề bởi nỗi đau và sự cô đơn trong tình trạng và tình trạng khó xử của mình, anh quyết định yêu cầu sự đồng hành của một AGH-RMS, một "Ai-Ren".  Những con người được tạo ra nhân tạo này có tính cách và khuynh hướng được thiết kế một cách nhân tạo để đặc tả.  Nguồn gốc của chúng là một bí ẩn, nhưng chúng hiện đang phục vụ để an ủi bệnh nhân bị bệnh nan y.  Khi AGH-RMS của Ikuru đến lần đầu tiên, anh ta ngạc nhiên bởi sự ngây thơ trẻ con dứt khoát của cô.  Anh đặt tên cho cô là "Ai" và tái khám phá cuộc sống, tình yêu và cách những khoảnh khắc anh từng được cho là có thể mang ý nghĩa mới khi chia sẻ với người khác.
Tuy nhiên, xã hội loài người tương lai dường như đang ở bên cạnh một ngày tận thế không thể tránh khỏi trong khi Ikuru và Ai sống trong một thiên đường nhỏ ngọt ngào của riêng họ.  Ikuru tìm thấy niềm an ủi trong tình yêu của Ai, nhưng AGH-RMS chỉ có thể duy trì tính cách và ký ức kỹ thuật của họ trong một thời gian ngắn.  Ai cũng phải đối mặt với cái chết.

## Danh sách tập truyện
| #  | Ngày phát hành       | ISBN          |
| -- | -------------------- | ------------- |
| 01 | 29 tháng 11 năm 1999 | 4-592-13351-X |
| 02 | 29 tháng 8 năm 2000  | 4-592-13352-8 |
| 03 | 29 tháng 6 năm 2001  | 4-592-13353-6 |
| 04 | 19 tháng 12 năm 2001 | 4-592-13354-4 |
| 05 | 29 tháng 9 năm 2004  | 4-592-13355-2 |